# 동탄역
동탄역(Dongtan station, 東灘驛)은 경기도 화성시 오산동에 있는 수서평택고속선의 철도역이다. 2024년 3월 30일에 GTX-A 노선이 개통되면서 시·종착역이 되었다. 수도권 전철 동탄인덕원선이 개통되면 환승역이 될 예정이다. 신갈천, 탄천 하저터널로 수서역과 연결되고. 진위천 하저터널로 평택지제역과 연결된다. 이 역부터 수서역까지 모두 지하 구간이며, 이 때문에 동탄역을 무정차 통과하는 열차가 지나가는 선로에는 벽이 설치되어 있다.
국내 최초의 완전 지하형 일반열차역이라고 할 수 있다. 지금까지 지하에 승강장이 있는 일반열차역은 광명역, 신해운대역, 수서역을 뽑아볼 수 있으나, 이 역들은 역 건물이 지상에 있고, 광명역과 신해운대역은 일부가 개방형이라서 지상의 빛이 들어온다. 그러나 동탄역은 출입구를 제외한 모든 시설물들이 전부 지하에 있다. 지하철역이 아닌 일반철도역 중에서 완전 지하역인 역은 동탄역이 최초이며, 2024년 기준으로 대한민국에서 유일하다.

## 역사
- 2016년 4월 29일 : 철도거리표 고시[1]
- 2016년 12월 9일 : 수서고속철도 개통과 함께 SRT 정차 개시
- 2024년 3월 30일: 수도권 광역급행철도 A노선 개통

## 역 구조
2면 6선의 쌍섬식 승강장을 갖추고 있고 스크린도어가 설치되어 있으며, 특히 고속열차의 고속 통과시 발생하는 열차풍과 소음 등을 줄이고 승객 안전을 위하여 고속철도 최초로 저상 승강장에 스크린도어가 설치되어 있다. 또한 이 고속열차의 고속 통과로 인한 열차풍이 상당할 것을 고려해서 통과선과 승강장 선로는 두꺼운 벽으로 막혀 있다. 따라서 동탄역에 정차하지 않는 SRT 열차를 이용하면, 열차가 무정차 통과할 때 동탄역 승강장을 볼 수 없다.

### 승강장
| ↑ 수서 (SRT)/↑구성 (GTX)      |
| 상２ \| １하 \|               |
| 평택지제 (SRT)↓/ 시종착(GTX)↓ |

| 상 | ● 수도권 광역급행철도 A노선 | 수서 방면                                          |                                                        |
| 2  | SRT                         | 경부고속선 · 호남고속선 · 경전선 · 동해선 · 전라선 | 수서 방면                                              |
| 1  | SRT                         | 경부고속선 · 호남고속선 · 경전선 · 동해선 · 전라선 | 부산 · 광주송정 · 목포 · 진주 · 포항 · 여수엑스포 방면 |
| 하 | ● 수도권 광역급행철도 A노선 | 시 종착                                            |                                                        |

## 역 주변
역 주변은 동탄2신도시 시범단지 지역이다.
- 치동초등학교
- 치동중학교
- 치동고등학교
- 화성청계초등학교
- 청계중학교
- 동탄중학교
- 아인초등학교
- 영천초등학교
- 동탄중앙고등학교
- 리베라CC
- 동탄역 롯데캐슬
- CGV 동탄역
- 롯데백화점 동탄점
- 트레이더스 홀세일 클럽 동탄점
- 한국과학기술원 반도체설계 교육센터 동탄교육장
- 힐스테이트 동탄역 센트릭 보관됨 2023-08-06 - 웨이백 머신

## 사진

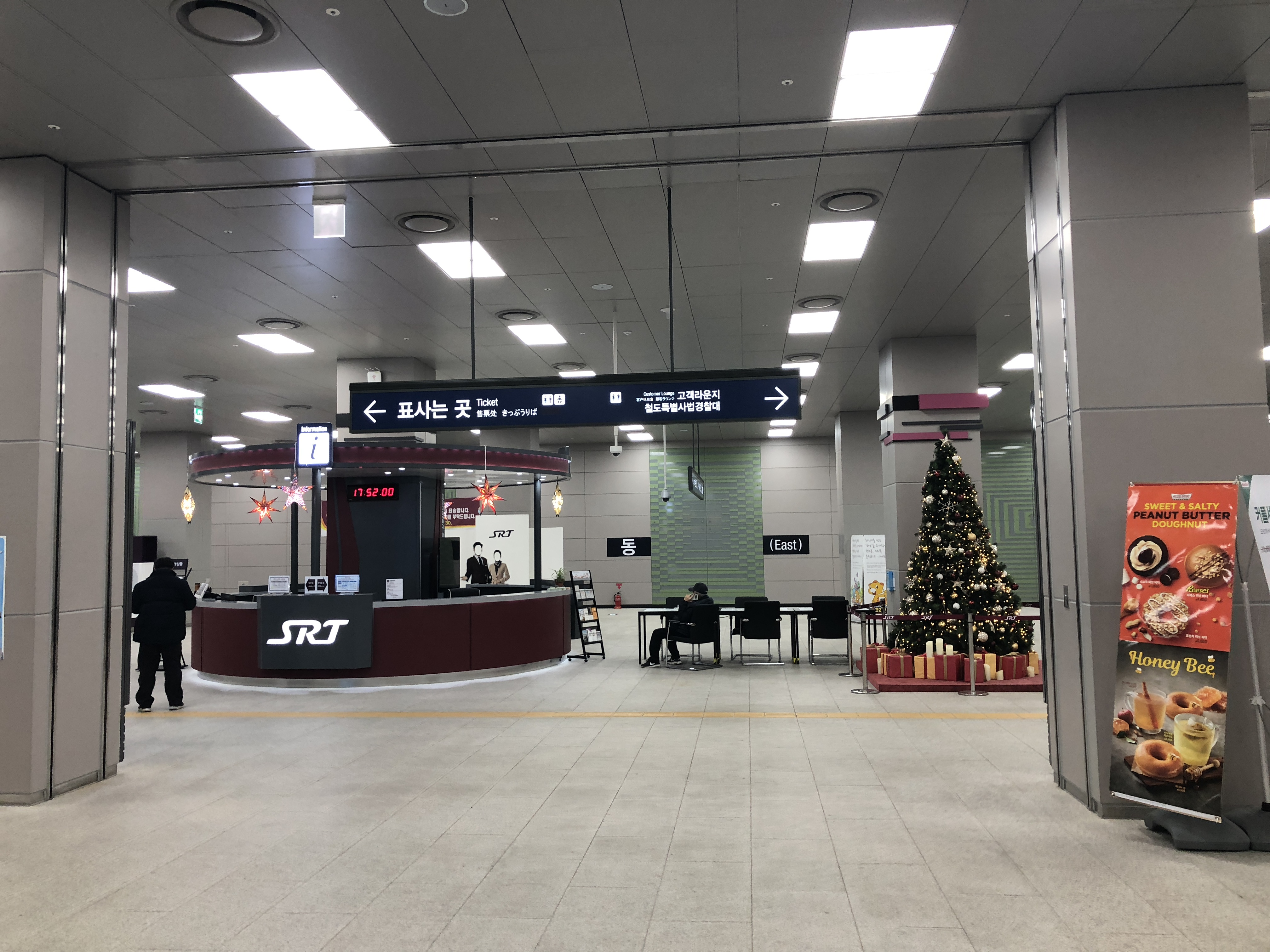
맞이방
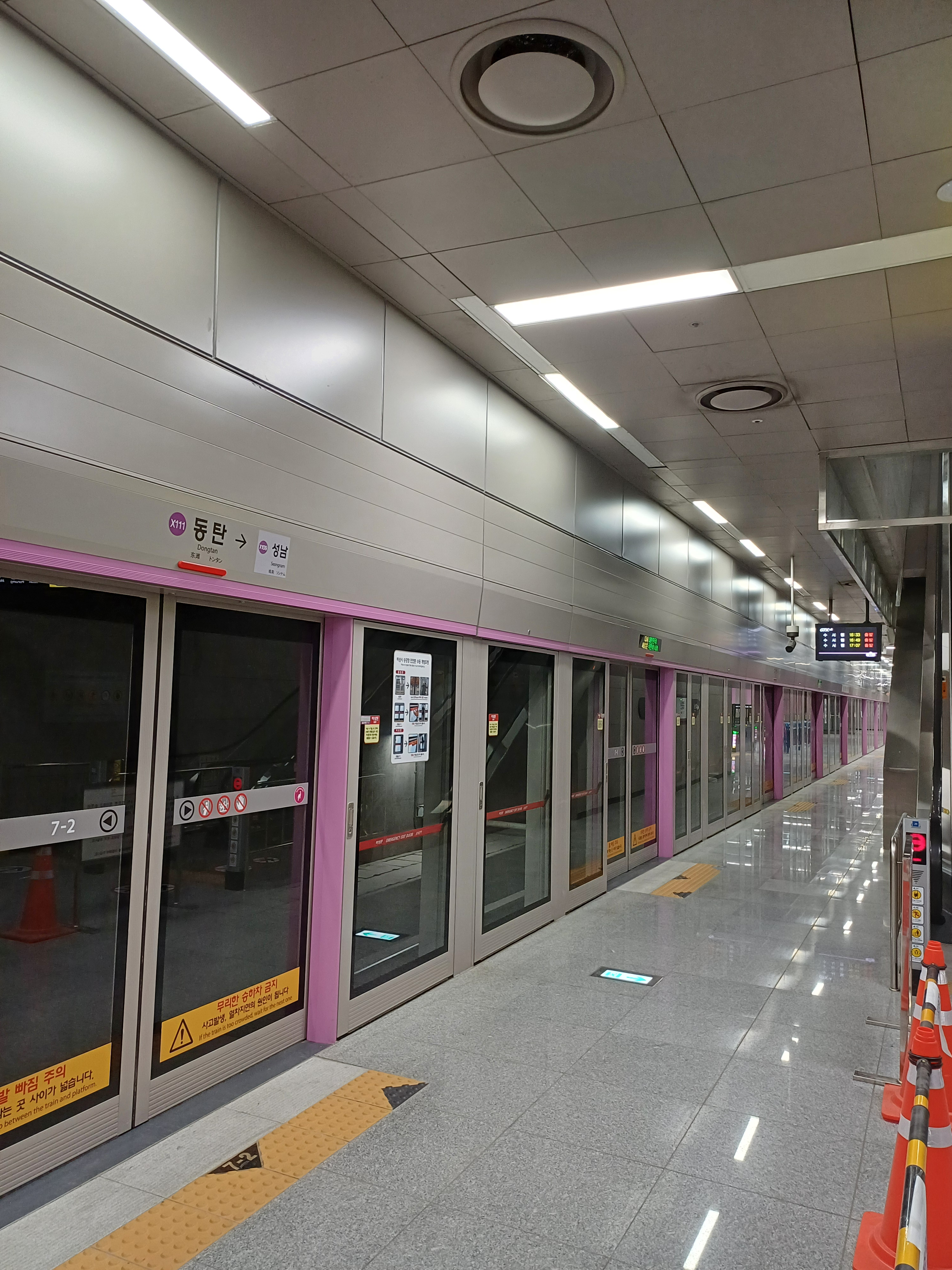
GTX-A 승강장 (구성역 개통 전)
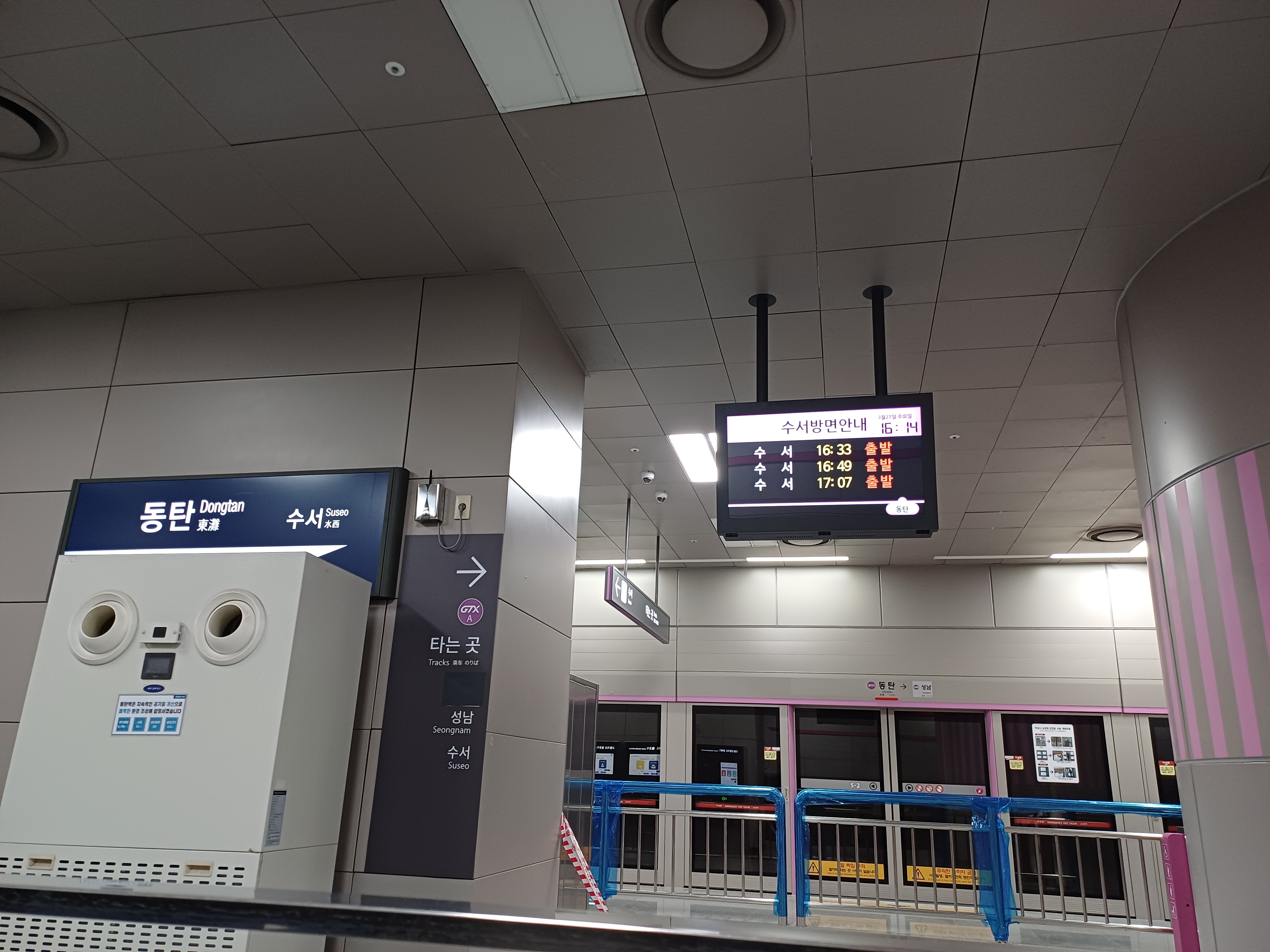
SRT 승강장에서 본 GTX-A 승강장(구성역 개통 전)

## 인접한 역
| 수서평택고속선            | 수서평택고속선              | 수서평택고속선           |
| ------------------------- | --------------------------- | ------------------------ |
| 수서 방면                 | SRT 경부고속선              | 평택지제 부산 방면       |
| 수서 방면                 | SRT 경전선                  | 평택지제 진주 방면       |
| 수서 방면                 | SRT 동해선                  | 평택지제 포항 방면       |
| 수서 방면                 | SRT 호남고속선              | 평택지제 목포 방면       |
| 수서 방면                 | SRT 전라선                  | 평택지제 여수엑스포 방면 |
| 수도권 광역급행철도 A노선 |                             |                          |
| X110 구성 수서 방면       | ● 수도권 광역급행철도 A노선 | 시·종착역                |

## 특징
- 승강장이 지하 6층 (심도 42.73m)에 있어서 상당히 깊은 편이다.
- 평일 아침 7시 40분에 수서역으로 가는 SRT 출근열차를 1회 운행했다. GTX-A 노선이 개통하면서 자연히 해당 열차는 폐지됐다.